# Drosophila mauritiana
Espèce
Drosophila mauritiana est une espèce de la Diptères famille des Drosophilidae.

## Répartition
Lors de sa description en 1974, cette espèce n'était connue que de l'île Maurice. Les auteurs précisaient qu'elle n'était pas présente à La Réunion.

## Effets de la pollution sur la reproduction
Une étude menée par des scientifiques de Institut Max-Planck d'écologie chimique de Iéna, sur les espèces de mouches drosophiles Drosophila mauritiana, Drosophila simulans, Drosophila sechellia et Drosophila melanogaster, a démontré que des concentrations d'ozone de 100 parties par milliard dans l'air, c'est-à-dire l'équivalent moyen des concentrations retrouvées en zone urbaine, modifient le cycle de reproduction des mouches en faisant baisser la production et l'émission de phéromones des individus mâles. Cela favorise les  accouplements de femelles avec des individus mâles d'autres espèces et entraine la stérilité des individus nés de ces accouplements inhabituels à l'exception des croisements entre Drosophila simulans et Drosophila mauritiana ou Drosophila sechellia. Étant donné la persistance des concentrations en ozone dans l'air des zones urbaines, les auteurs de l'étude prévoient à terme une mutation, voire une disparition des espèces concernées, du fait de la stérilité des individus nés de ces accouplements inter-espèces,.

## Systématique
Le nom valide complet (avec auteur) de ce taxon est Drosophila mauritiana Tsacas (d) & David (d), 1974,.

## Étymologie
Son épithète spécifique, mauritiana, fait référence à sa localité type, l'île Maurice.

## Publication originale
- Léonidas Tsacas et Jean David, « Drosophila mauritiana n. sp. du groupe melanogaster de l'Ile Maurice [Dipt. Drosophilidae] », Bulletin de la Société entomologique de France, Paris, SEF, vol. 79, no 1,‎ 1974, p. 42-46 (ISSN 0037-928X et 2540-2641, OCLC 1765811, DOI 10.3406/BSEF.1974.21368, lire en ligne).